# Euston Square (Metropolitano de Londres)
Euston Square é uma estação do Metrô de Londres na esquina da Euston Road e Gower Street, ao norte da University College London; sua entrada principal dá para a torre do University College Hospital. A estação de Euston está além de Euston Square Gardens, que fica uma rua a leste. A estação fica entre Great Portland Street e King's Cross St. Pancras nas linhas Circle, Hammersmith & City e Metropolitan na Zona 1 do Travelcard.

## História
A estação foi inaugurada como "Gower Street" em 10 de janeiro de 1863 pela Metropolitan Railway (MR), a primeira ferrovia subterrânea do mundo. A linha segue de leste a oeste sob a Euston Road neste ponto. A estação originalmente tinha entradas em pavilhões de um andar com efeito de pedra reboco de estuque em cada lado da Euston Road com escadas para as plataformas.
O MR foi construído usando o método cut-and-cover com o túnel e as plataformas da estação diretamente sob a estrada. As paredes na parte de trás das plataformas foram originalmente revestidas em tijolos reforçados suportando um arco de tijolo 45 pés 1 inch (14 m) de largura e 10 pés 4 inches (3,1 m) de altura composto de seis a doze camadas de alvenaria. Poços de ventilação revestidos com ladrilhos brancos esmaltados foram espaçados ao longo das plataformas para permitir a entrada de luz pelas aberturas nos jardins frontais das casas no nível da rua.

## Serviços
A estação é servida pelas linhas Metropolitan, Hammersmith & City e Circle. Todas as três linhas compartilham o mesmo par de trilhos de Baker Street Junction a Aldgate Junction, tornando esta seção da pista uma das mais intensamente usadas na rede do Metrô de Londres.

### Circle line
O serviço típico em trens por hora (tph) é:
- 6 tph no sentido horário via Kings Cross St Pancras e Liverpool Street
- 6 tph no sentido anti-horário para Hammersmith via Paddington

### Hammersmith & City line
O serviço típico em trens por hora (tph) é:
- 6 tph sentido leste para Barking
- 6 tph sentido oeste para Hammersmith via Paddington

### Metropolitan line
O serviço típico fora de pico em trens por hora (tph) é:
- 12 tph sentido leste para Aldgate
- 12 tph sentido oeste via Baker Street:
  - 2 tph para Amersham
  - 2 tph para Chesham
  - 8 tph para Uxbridge

O serviço típico de horário de pico em trens por hora (tph) é:
- 14 tph sentido leste para Aldgate
- 14 tph sentido oeste via Baker Street:
  - 2 tph para Amersham
  - 2 tph para Chesham
  - 4 tph para Watford
  - 6 tph para Uxbridge

## Conexões
As rotas de ônibus de Londres 18, 24, 27, 29, 30, 73, 134, 205 e 390 e as rotas noturnas N5, N18, N20, N29, N73, N205, N253 e N279 servem a estação.